# 구스타브 뉘크비스트
구스타브 뉘크비스트(스웨덴어: Gustav Nyquist, 1989년 9월 1일~)는 스웨덴의 아이스하키 선수로 포지션은 센터이다. 현재 내셔널 하키 리그(NHL)의 내슈빌 프레더터스 소속으로 뛰고 있다. 이전에는 디트로이트 레드윙스, 산호세 샤크스, 콜럼버스 블루재키츠, 미네소타 와일드 소속으로 뛰었다. 
스웨덴 아이스하키 대표팀 소속으로도 활동했으며 2014년 동계 올림픽에서 은메달을 획득했다. 또한 세계 선수권 대회에 3회 참가하여 2018년 대회에서 우승을 차지했다.